# Jean-Marie Dépierre
Jean-Marie Dépierre tên Việt Nam là Đề, M.E.P., là một nhà truyền giáo và giám mục người Pháp. Ông là đại diện tông tòa của Địa phận Địa phận Tây Đàng Trong từ 1895 - 1898.
Ông sinh ngày 18 tháng 1 năm 1855, gia nhập Hội Truyền giáo Nước ngoài Paris ngày 8 tháng 9 năm 1876, thụ phong linh mục ngày 26 tháng 9 năm 1879 và lên đường sang Việt Nam ngày 26 tháng 11 cùng năm. Tới địa phận Tây Đàng Trong, ông học Tiếng Việt tại Biên Hòa.
Sau đó, ông được bổ hiệm làm giáo sư Chủng viện Thánh Giuse Sài Gòn, đảm nhiệm dạy văn chương, triết học và sau cùng là thần học tín lý. Thừa sai Dépierre đã biên soạn hai quyển sách về triết lý và tín lý, được in ấn tại nhà in Narazet ở Hồng Kông.
Ngày 12 tháng 4 năm 1894, ông được chọn làm giám mục đại diện tông tòa Địa phận Tây Đàng Trong và được tấn phong ngày 25 tháng 7 cùng năm. Ông từ trần ngày 17 tháng 10 năm 1898 và được chôn cất trong nhà thờ chính tòa Sài Gòn. Trong nhiệm kỳ ngắn ngủi của mình, ông đã thiết lập trường thầy giảng ở An Đức, Mỹ Tho và viết năm bức thư luân lưu bằng tiếng Pháp.

## Các tác phẩm chính
- Brevis disquisitio ethnicæ superstitionis Sinensium, Xuất bản bởi Imprimerie de la mission, 1888, Saïgon-Tandinh, 59 trang.
- Elementa Philosophiæ scholasticæ, Nhà in Nazareth, Hồng-kông, 1891 258 trang.
- Le Sentiment religieux chez les peuples de l'Indo-Chine (tạm dịch: Tình cảm tôn giáo giữa các dân tộc Đông Dương) (trích từ Revue des Religions, 1892, Bureaux de la Revue, 37, rue du Bac, Paris, 96 trang.
- Situation du Christianisme en Cochinchine à la fin du XIX (tạm dịch: Tình hình Đạo Thiên Chúa ở Nam Kỳ cuối thế kỷ XIX), Imprimerie nouvelle, Claude et Cie, Saïgon, 1898, 40 trang.
- Cinq Mandements en annamite.
- Ouvrage en collaboration avec M. Turgis : Compendium Theologiæ dogmaticæ, Nhà in Nazareth, Hồng-kông, 1901, 3 tập, 320 trang, 332 trang, 312 trang.